# Charadrahyla trux
Charadrahyla trux är en groddjursart som först beskrevs av Adler och Richard William George Dennis 1972.  Charadrahyla trux ingår i släktet Charadrahyla och familjen lövgrodor. IUCN kategoriserar arten globalt som akut hotad. Inga underarter finns listade i Catalogue of Life.